# Apoll von Tenea

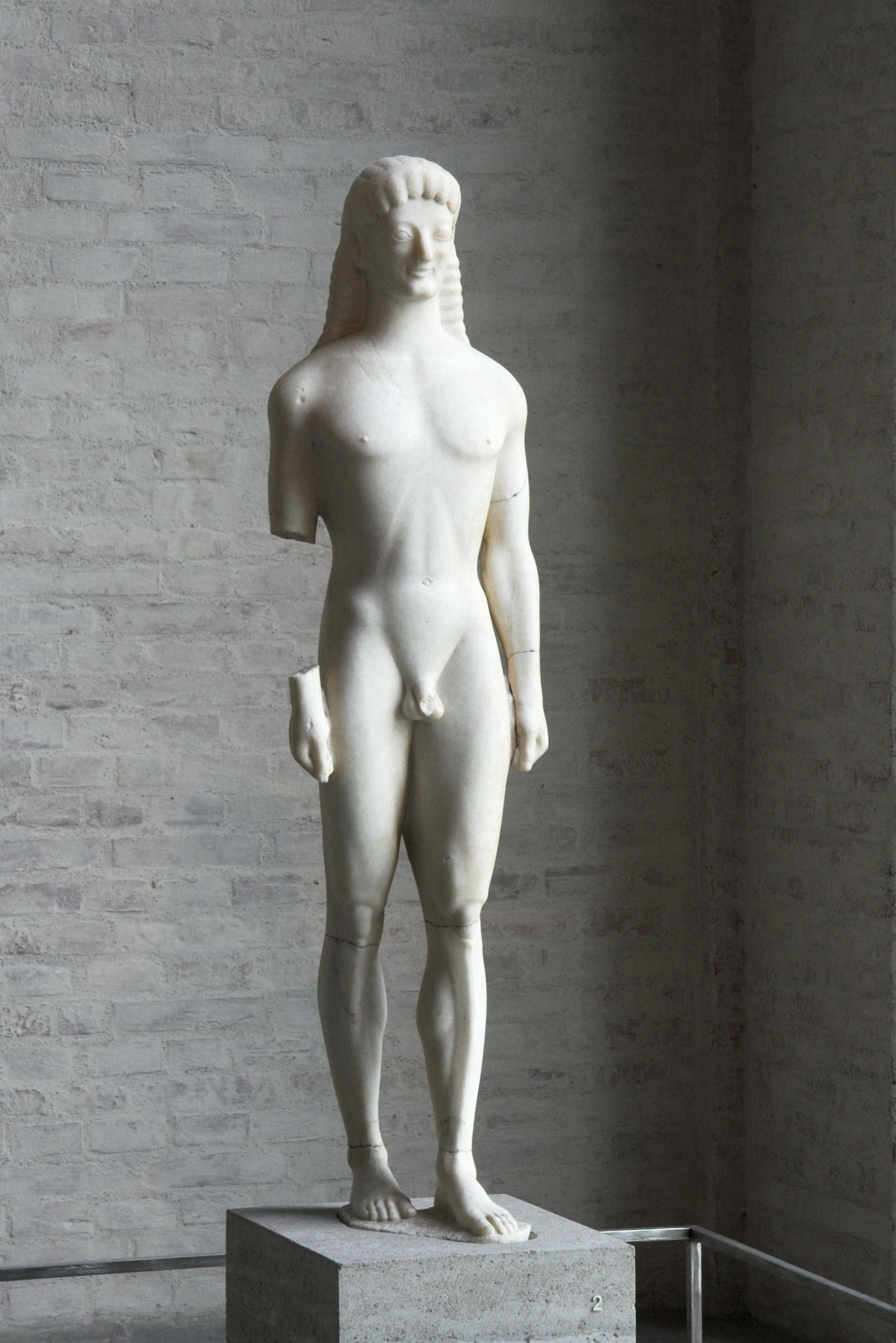
Apoll von Tenea

Die Grabstatue in Gestalt eines Jünglings aus Tenea in Griechenland, bekannt als Kouros von Tenea oder Apoll von Tenea, befindet sich unter der Inventarnummer 168 in der Glyptothek in München.
Der 1,53 Meter hohe archaische Kouros wurde im Nordosten des Peloponnes um 560 v. Chr. geschaffen. Die Statue aus parischem Marmor wurde im Jahre 1846 ungefähr zwanzig Kilometer südlich von Korinth aufgefunden, an der Ausgrabungsstätte des antiken Tenea. Das Kunstwerk wurde von der Glyptothek im Jahre 1853 erworben.